# Wi-Fi Protected Setup

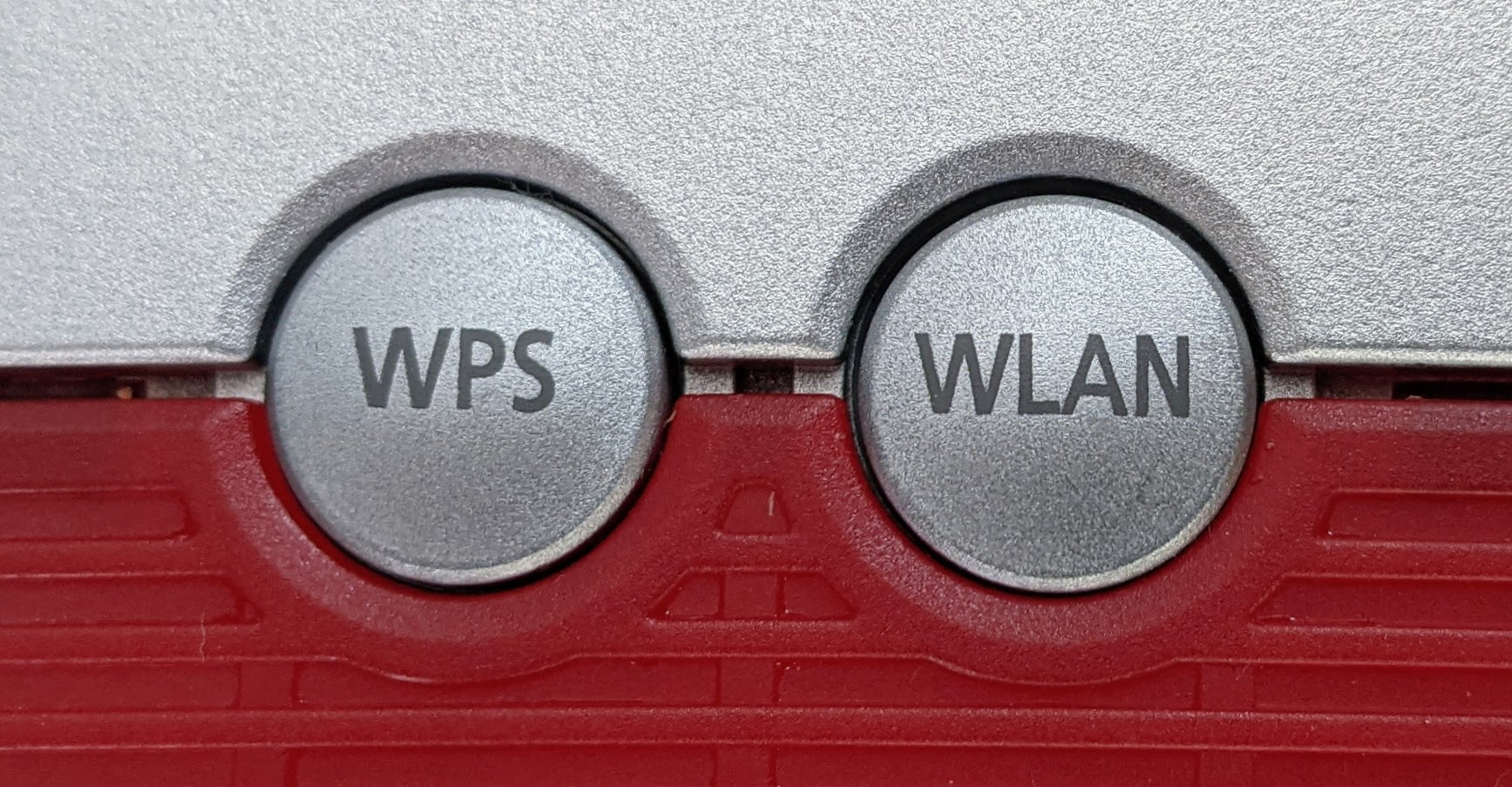
WPS- und WLAN-Tasten bei einer Fritzbox

Wi-Fi Protected Setup (WPS) ist ein von der Wi-Fi Alliance entwickelter Standard zum einfachen Aufbau eines drahtlosen lokalen Netzwerkes mit Verschlüsselung, welcher seit 2007 zur Verfügung steht. Das Ziel von WPS war es, das Hinzufügen von Geräten in ein bestehendes Netzwerk zu vereinfachen. Es wird als unsicher angesehen und sollte nicht mehr verwendet werden.
Wegen der Sicherheitsmängel bei WPS wurde als Alternative Wi-Fi Easy Connect entwickelt, womit Geräte per QR-Code, NFC-Tags oder PINS eine einfache Verbindung ins WLAN bekommen. Auch mit dem moderneren WPA3 können Geräte ohne Bildschirm einfacher und sicherer verbunden werden.

## Funktionsweise
Um dieses Ziel zu erreichen, wurden vier verschiedene Modelle entwickelt, welche die Notwendigkeit von Einstellungen durch den Nutzer einschränken sollen:
PIN-Eingabe
Das Gerät besitzt einen Aufkleber oder eine Anzeige für eine PIN, die zur Einbindung in ein Netzwerk dem Registrar (z. B. dem Access Point) bekannt gemacht werden muss. Alternativ muss eine PIN am Registrar abgelesen und clientseitig eingegeben werden.
Push Button Configuration (PBC, englisch für Konfiguration per Knopfdruck)
Der Access Point und die in das Netzwerk einzubindenden Geräte besitzen einen physischen oder per Software implementierten Knopf zur Verbindungsherstellung. Wird dieser gedrückt, beginnt eine zweiminütige Phase, in welcher solche Geräte dem Netzwerk beitreten können.
USB Flash Drive (UFD)
Ein USB-Stick wird genutzt, um die Netz-Einstellungsdaten zwischen dem Access Point und den einzubindenden Geräten zu transportieren.
Near Field Communication (NFC)
Das einzubindende Gerät wird in die Nähe des Access Point gebracht, um mittels Near Field Communication die relevanten Daten auszutauschen.
Um eine WPS-Zertifizierung durch die Wi-Fi Alliance zu bekommen, muss ein Access Point mindestens die ersten beiden Methoden unterstützen. Drahtlose Geräte, die als Client agieren, müssen lediglich die erste Methode unterstützen.

## Sicherheitsproblematik
Das Aktivieren der WPS-PIN-Methode im Access Point führt bei vielen Modellen dazu, dass ein fremdes Gerät über eine Brute-Force-Methode innerhalb weniger Stunden eine Verbindung herstellen kann und somit auch den Sicherheitsschlüssel unabhängig von dem verwendeten Verschlüsselungsverfahren erhält.
Unmittelbar nach Herstellung der Verbindung zum Access Point können vom zugehörigen achtstelligen WPS 1.0-PIN die ersten 4 Ziffern ausgelesen werden; die restlichen 4 PIN-Ziffern werden iterativ ausprobiert, was je nach erforderlicher Kombination wenige Minuten bis zu einigen Stunden dauert. Mit dem so ermittelten achtstelligen PIN wird dann das WLAN-Passwort im Klartext ausgelesen.
Es wird empfohlen, WPS zu deaktivieren.
Nach der Anmeldung sollte auf Anzeichen von unbefugtem Zugriff auf das Netzwerk geachtet und gegebenenfalls das Wi-Fi-Passwort neu gesetzt werden.
Viele namhafte Hersteller sind betroffen, beispielsweise Cisco/Linksys (das 2013 an Belkin verkauft wurde), Netgear, D-Link, Belkin, Buffalo, Zyxel und Technicolor. Bei einigen der betroffenen Access Points ist die WPS-Funktion, obwohl sie in den Einstellungen deaktiviert wurde, weiterhin aktiv.

## Unterstützung in Betriebssystemen
Apple hat in macOS und iOS WPS nie unterstützt. Ab Android 9 (2018) wurde die WPS-Unterstützung aus dem Google-Betriebssystem gestrichen. Zum Teilen des WLAN-Passworts am Smartphone werden Alternativen auf QR-Code-Basis angesehen. Lediglich Microsoft unterstützt in Windows 10 (Version 2004) aktuell noch WPS.